# Campeonato Europeo de Piragüismo en Eslalon de 2017
El XVIII Campeonato Europeo de Piragüismo en Eslalon se celebró en Tacen (Eslovenia) entre el 1 y el 4 de junio de 2017 bajo la organización de la Asociación Europea de Piragüismo (ECA) y la Federación Eslovena de Piragüismo.
Las competiciones se realizaron en el Canal de Piragüismo en Eslalon de Tacen, ubicado sobre el río Sava, al noroeste de la capital eslovena.

## Medallistas

### Masculino
| Evento                 | Oro | Plata | Bronce |
| ---------------------- | --- | --- | --- |
| K1 individual (03.06)  | Mateusz Polaczyk · Polonia · 83,06 pts.                                                                      | Dariusz Popiela · Polonia · 83,63 pts.                                                                                                 | Jiří Prskavec · República Checa · 84,03 pts.                                                                         |
| C1 individual (04.06)  | Alexander Slafkovský · Eslovaquia · 88,92                                                                    | Thomas Koechlin · Suiza · 91,63 | Michal Martikán · Eslovaquia · 93,82                                                                                 |
| C2 individual (03.06)  | Pierre Picco Hugo Biso Francia 98,22                                                                         | Andrzej Brzeziński · Filip Brzeziński · Polonia · 99,09                                                                                | Jonáš Kašpar · Marek Šindler · República Checa · 99,20                                                               |
| K1 por equipos (02.06) | Jiří Prskavec · Ondřej Tunka · Vít Přindiš · República Checa · 101,28                                        | Mathieu Biazizzo Sébastien Combot Boris Neveu Francia 101,73                                                                           | Mateusz Polaczyk · Maciej Okręglak · Dariusz Popiela · Polonia · 104,01                                              |
| C1 por equipos (02.06) | Sideris Tasiadis · Nico Bettge · Franz Anton · Alemania · 108,94                                             | Benjamin Savšek Luka Božič Anže Berčič Eslovenia 111,13                                                                                | Raffaello Ivaldi · Roberto Colazingari · Stefano Cipressi · Italia · 112,98                                          |
| C2 por equipos (02.06) | Francia Gauthier Klauss / Matthieu Péché Pierre Picco / Hugo Biso Nicolas Scianimanico / Hugo Cailhol 120,44 | Polonia · Marcin Pochwała / Piotr Szczepański · Andrzej Brzeziński / Filip Brzeziński · Michał Wiercioch / Grzegorz Majerczak · 128,21 | República Checa · Ondřej Karlovský / Jakub Jáně · Jonáš Kašpar / Marek Šindler · Tomáš Koplík / Jakub Vrzáň · 132,23 |

### Femenino
| Evento                 | Oro                                                               | Plata                                                                          | Bronce                                                                   |
| ---------------------- | ----------------------------------------------------------------- | ------------------------------------------------------------------------------ | ------------------------------------------------------------------------ |
| K1 individual (04.06)  | Corinna Kuhnle · Austria · 95,37 pts.                             | Stefanie Horn · Italia · 96,38 pts.                                            | Marie-Zélia Lafont Francia 96,94 pts.                                    |
| C1 individual (03.06)  | Kimberley Woods Reino Unido 110,31                                | Tereza Fišerová · República Checa · 112,90                                     | Nadine Weratschnig · Austria · 116,19                                    |
| K1 por equipos (02.06) | Urša Kragelj Eva Terčelj Ajda Novak Eslovenia 122,60              | Maialen Chourraut · Irati Goikoetxea · Marta Martínez Cantón · España · 125,68 | Lucie Baudu Marie-Zélia Lafont Camille Prigent Francia 129,39            |
| C1 por equipos (02.06) | Kimberley Woods Mallory Franklin Eilidh Gibson Reino Unido 153,24 | Andrea Herzog · Lena Stöcklin · Birgit Ohmayer · Alemania · 157,32             | Tereza Fišerová · Monika Jančová · Eva Říhová · República Checa · 158,48 |

## Medallero
| Núm. | País            | Oro | Plata | Bronce | Total |
| ---- | --------------- | --- | ----- | ------ | ----- |
| 1    | Francia         | 2   | 1     | 2      | 5     |
| 2    | Reino Unido     | 2   | 0     | 0      | 2     |
| 3    | Polonia         | 1   | 3     | 1      | 5     |
| 4    | República Checa | 1   | 1     | 4      | 6     |
| 5    | Alemania        | 1   | 1     | 0      | 2     |
| 5    | Eslovenia       | 1   | 1     | 0      | 2     |
| 7    | Austria         | 1   | 0     | 1      | 2     |
| 7    | Eslovaquia      | 1   | 0     | 1      | 2     |
| 9    | Italia          | 0   | 1     | 1      | 2     |
| 10   | España          | 0   | 1     | 0      | 1     |
| 10   | Suiza           | 0   | 1     | 0      | 1     |
|      | TOTAL           | 10  | 10    | 10     | 30    |